# Anticuerpo antinuclear

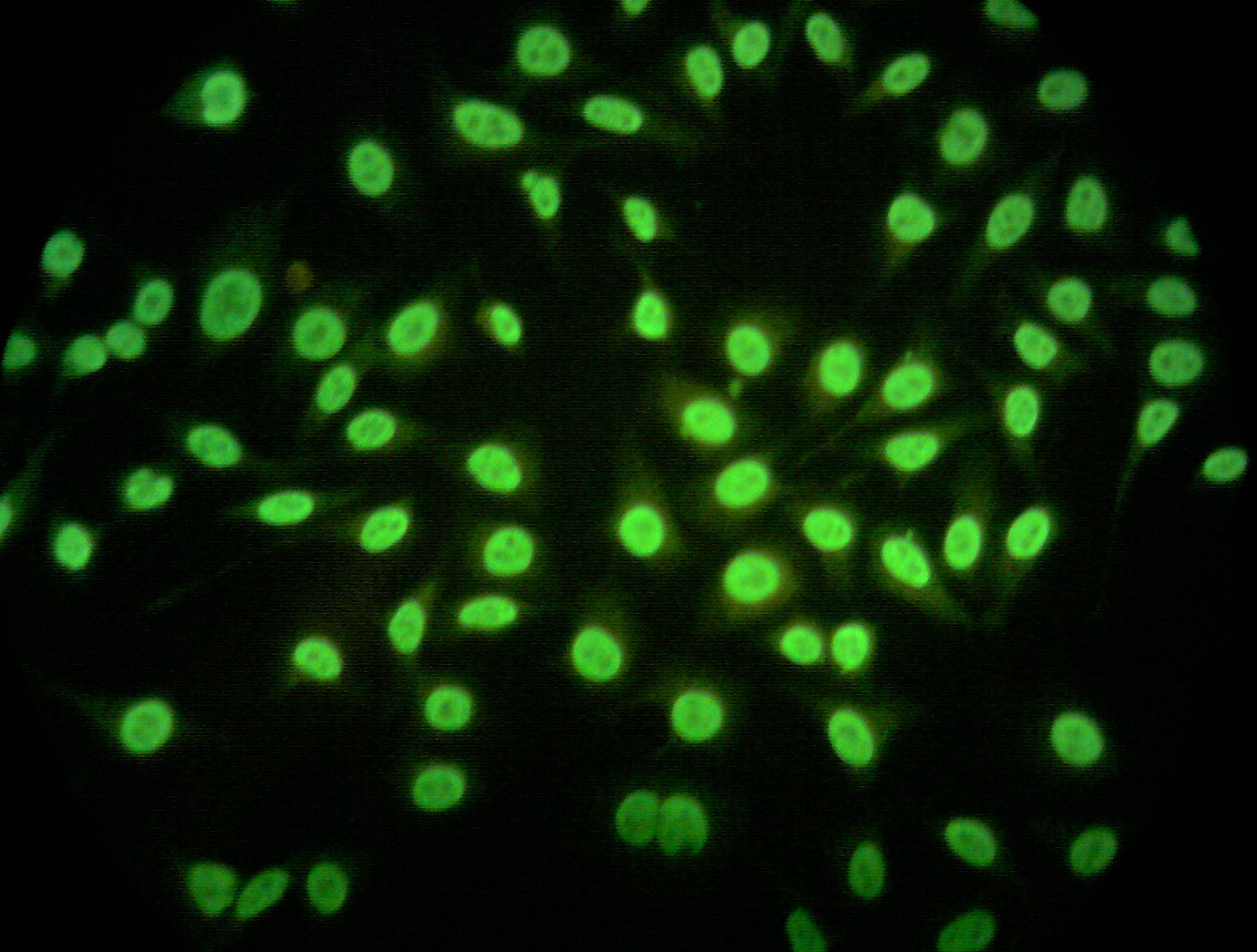
Microfotografía de un preparado obtenido por IFI, de células tumorales de línea HEp-2 expuestas a suero de un paciente con lupus eritematoso sistémico (anticuerpos primarios) y luego marcado con un anticuerpo secundario de ratón anti IgG humana. El preparado muestra un patrón de fluorescencia nuclear debido a la presencia de anticuerpos antinucleares en el suero del paciente y un cierto grado de depósito inespecífico citoplasmático

Los anticuerpos antinucleares o ANA (del inglés AntiNuclear Antibodies) son autoanticuerpos que tienen como blanco el contenido del núcleo celular. La concentración de anticuerpos antinucleares está significativamente aumentada en aquellos pacientes con enfermedades autoinmunes. El test de ANA, mide el patrón y la cantidad de autoanticuerpos, resultando positivo en el caso de que los títulos se encuentren aumentados en comparación con la población general. En general, los ANA se encuentran presentes en bajas concentraciones en la mayor parte de la población, pero existe alrededor de un 5 % de la población (principalmente en mujeres), en que su concentración se encuentra significativamente aumentada y la mitad de estos llegan a desarrollar alguna enfermedad autoinmune.

## Test para ANA

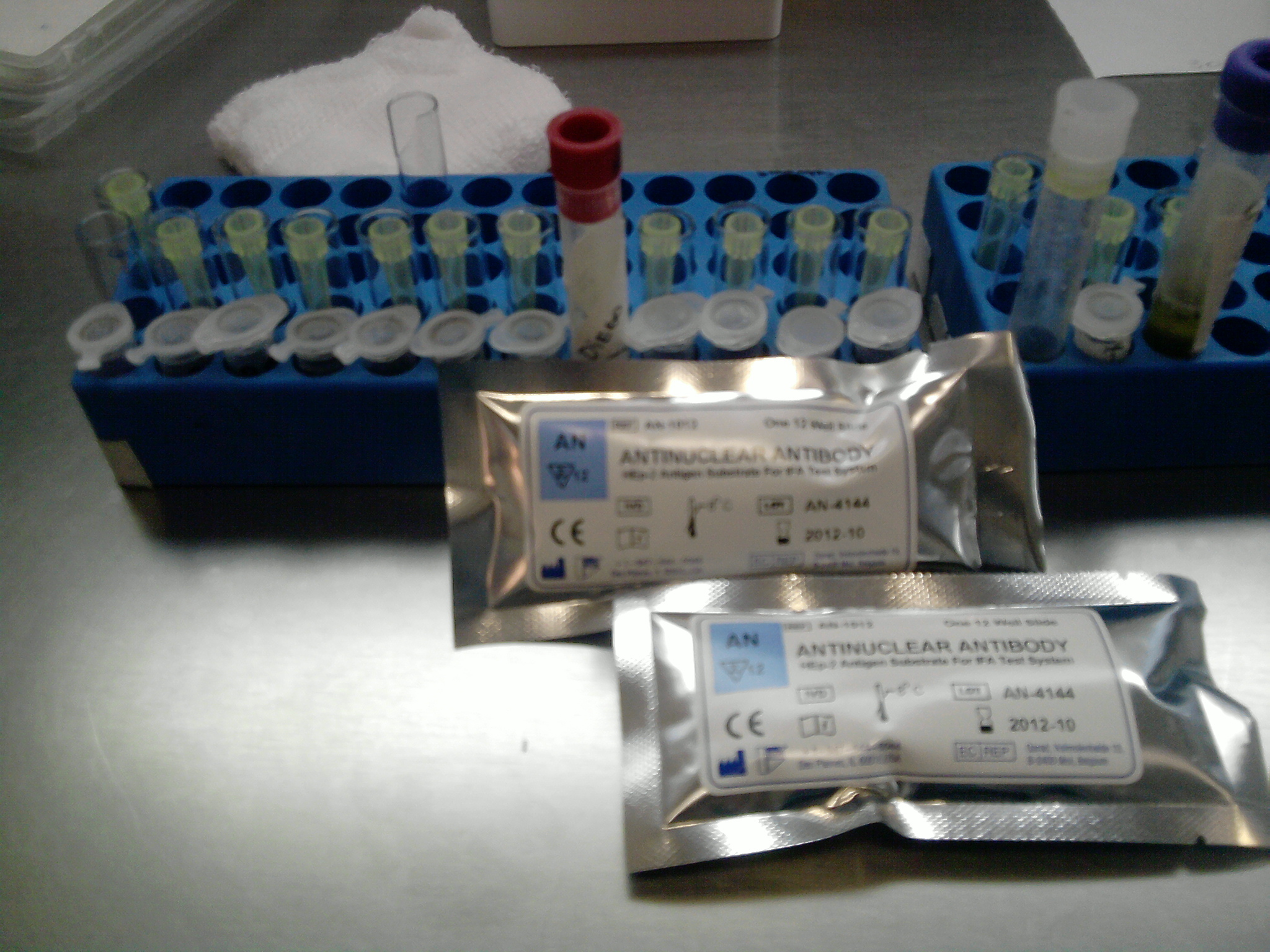
Kit para llevar a cabo una prueba de ANA por IFI, los sobres contienen portaobjetos con células Hep-2 fijadas

Dentro del ambiente clínico, la medición de los ANA a nivel sanguíneo se realiza por diferentes formas. En general, existen dos métodos:
- Inmunofluorescencia indirecta (IFI): Resulta más sensible, permite determinar patrones de tinción asociados a diferentes enfermedades, pero es de mayor costo y requiere personal altamente capacitado para interpretar las imágenes obtenidas.
- ELISA: Menos sensible, no resulta posible determinar en un solo ensayo diferentes perfiles, pero ha comenzado a ganar popularidad debido a su bajo costo y facilidad de implementación.

## Enfermedades relacionadas
El título de referencia para los ANA es de 1:40 para adultos y 1:20 para niños. Títulos o suelen ser indicativos de una enfermedad autoinmune. 
Los ANAs sugieren la presencia de un lupus eritematoso sistémico (en el cual se encuentran presentes en más del 90 % de los pacientes clínicamente diagnosticados); aunque también pueden aparecer en otras patologías autoinmunes reumatológicas como la enfermedad mixta del tejido conectivo (>90 % de los casos), el síndrome de Sjögren (60 %), la artritis reumatoide, la esclerodermia, la polimiositis y dermatomiositis (30 %); y también en otras condiciones autoinmunes no reumáticas como hepatitis autoinmune, enfermedad de Addison, púrpura trombocitopénica idiopática (PTI), enfermedad de Hashimoto, anemia hemolítica autoinmune, esclerosis múltiple o diabetes mellitus tipo I.

## Sensibilidad
La siguiente tabla muestra la sensibilidad de los diferentes tipos de ANAs en relación con ciertas patologías autoinmunes. En algunos casos, los ANAs están presentes en varias patologías por lo que tienen una baja especificidad y hace recordar que el examen sólo obtiene validez si es que existe un cuadro clínico compatible. 
| Tipo de ANA | Antígeno diana                                                    | Sensibilidad | Sensibilidad | Sensibilidad | Sensibilidad | Sensibilidad | Sensibilidad | Sensibilidad |
| Tipo de ANA | Antígeno diana                                                    | LES          | LEIF         | EM           | SCD          | SS           | PM           | EMTC         |
| --- | ----------------------------------------------------------------- | ------------ | ------------ | ------------ | ------------ | ------------ | ------------ | ------------ |
| Todos los ANAs Immunofluorescencia indirecta | Múltiples                                                         | >95          | >95          | 70-90        | 70-90        | 50-80        | 40-60        | -            |
| Anti-dsDNA | ADN doble cadena                                                  | 40-60        | -            | -            | -            | -            | -            | -            |
| Anti-Sm | Proteína central de las riboproteinas nucleares pequeñas (snRNPs) | 20-30        | -            | -            | -            | -            | -            | -            |
| Anti-histona | Histonas                                                          | 50-70        | 90-95        | -            | -            | -            | -            | _            |
| Anti-snRNP70 o Anti-U1 RNP | snRNP70 (snRNPs del complejo spliceosoma)                         | 30-40        | -            | 15           | 10           |              | 15           | 90           |
| Anti-Scl 70 | Topoisomerasa tipo I                                              | -            | -            | 28-70        | 10-18        | -            | -            | -            |
| Anticentrómero | Proteínas centroméricas                                           | -            | -            | 22-26        | 90           | -            | -            | -            |
| SS-A (Ro) | RNPs                                                              | 30-50        | -            | -            | -            | 70-95        | 10           | -            |
| SS-B (La) | RNPs                                                              | 10-15        | -            | -            | -            | 60-90        | -            | -            |
| Jo-1 | Histidina-ARNt ligasa                                             | -            | -            | -            | -            | -            | 25           | -            |
| LES: Lupus Eritematoso Sistémico; LEIF: Lupus Eritematoso Inducido por Fármacos; EM: Esclerosis Múltiple; SCD: Esclerodermia; SS: Síndrome de Sjögren; PM: Polimiositis; EMTC: Enfermedad Mixta del Tejido Conectivo. (-) = menos de 5% de sensibilidad. A menos que se encuentre especificado en la casilla la referencia por defecto es: |                                                                   |              |              |              |              |              |              |              |

Aproximadamente del 30 al 40 % de los pacientes con artritis reumatoidea poseen títulos elevados de ANAs.

## Clasificación de los ANA
Luego de la detección de un título alto de ANAs en el suero de un paciente (P. ej 1:160), se procede a determinar cuales son los subtipos implicados. Esto por lo general se realiza en células de la línea HEp-2. Un ejemplo típico incluiría:
- Anti-ENA (Antígenos nucleares extraíbles(Extractable Nuclear Antigen))
  - Anti-Ro (SS-A)
  - Anti-La (SS-B)
  - Anti-Sm (antígeno Smith)
  - Anti-nRNP (Riboproteína nuclear)
  - Anti Scl-70 (topoisomerasa I)
  - Anti-Jo
- Anti-gp-210 (glicoproteína de poro nuclear gp-210)
- Anti-p62 (Nucleoporina 62)
- Anti-dsDNA (ADN doble cadena)
- Anticuerpos anticentrómeros

## Historia
En 1948 Hargraves y equipo descubren la célula LE en médula ósea. Este fue el primer indicio de que algunos procesos que afectaban el núcleo celular eran los responsables del lupus eritematoso sistémico (LES). Durante los años 1950, fueron apareciendo progresivamente ensayos cada vez más específicos y sensibles.